# NIFL Championship
NIFL Championship – drugi poziom rozgrywek ligowych w piłkę nożną w Irlandii Północnej, po raz pierwszy zorganizowany w 1951 roku (w obecnym formacie od 2008).
Do 2016 w rozgrywkach braało udział 29 klubów podzielonych na 2 dywizjony (II poziom - Championship 1, III poziom - Championship 2. Mistrz Championship 1 awansuje do IFA Premiership, a druga drużyna w tabeli walczy o awans w barażach Play-off z przedostatnią drużyną z Premiership. Dwie najsłabsze drużyny ligi spadają do Championship 2, skąd awansują dwie najlepsze drużyny. Najsłabsza drużyna Championship 2 spada do jednej z wielu regionalnych lig: Ballymena & Provincial Intermediate League, Mid-Ulster Football League, Northern Amateur League i Northern Ireland Intermediate League. Kluby w tych ligach mogą tylko zyskać awans do Championship 2, jeśli wygrają swoje odpowiednie regionalne ligi i spełniają niezbędne kryteria. W przypadku gdy więcej niż jeden mistrzów ligi spełniają kryteria, tylko jedna drużyna uzyskuje promocję walcząc w meczach barażowych.
W 2016 liga zmieniła nazwę na NIFL Championship, najlepsze zespoły awansują do NIFL Premiership, a najgorsze spadają do NIFL Premier Intermediate League.

## Historia
Druga liga o nazwie B Division została założona w 1951 roku i pierwotnie składała się z drużyn rezerwowych klubów grających w Irish Football League oraz z najlepszych klubów pośrednich. W 1974 roku B Division został podzielony geograficznie na grupy: Północ i Południe (mecze play-off do ustalenia zwycięzców w sezonach 1974/75 i 1975/76), a w 1977 roku na Section 1 (pośrednie kluby) i Section 2 (rezerwowe drużyny klubów najwyższej ligi). W 1999 roku Section 1 zmieniła nazwę na Irish League Second Division, a Section 2 stała się League Reserve. 
W 2003 roku została założona Irish Premier League, do której weszły najlepsze szesnaście drużyn z Irish Football League (która od 1995 została podzielona na Premier Division i First Division). Cztery pozostałe drużyny z Premier Division wraz z ośmioma najlepszymi drużynami z First Division utworzyli Irish League First Division. Automatyczne zostały wprowadzone awanse i spadki pomiędzy pierwszą a drugą ligą, których nie było wcześniej w lidze irlandzkiej.
W 2004 roku Irish Football League została zlikwidowana i zastąpiona przez IFA Intermediate League składającej się z dwóch dywizji po dwanaście drużyn, z promocją i degradacjami między nimi. Trwało to przez cztery sezony, aż do 2008, kiedy została stworzona IFA Championship.
Tylko przez jeden sezon 2008/09 istniała też IFA Interim Intermediate League dla tych byłych członków IFA Intermediate League, które nie spełniały kryteriów do gry w IFA Championship. Tym klubom dano rok aby dostosować się do wymóg nowej ligi w celu przyłączenia się do IFA Championship w sezonie 2009/10. Dziesięciu z 12 klubów udało się sprostać niezbędne standardy w 2009 roku, po czym IFA Championship została podzielona na dwa dywizjony.

## Nazwy
- 1951-1977: Irish League B Division
- 1977-1999: Irish League B Division Section 1
- 1999-2003: Irish League Second Division
- 2003-2004: Irish League First Division
- 2004-2008: IFA Intermediate League
- 2008-2016: IFA Championship
- od 2016: NIFL Championship

## Skład ligi w sezonie 2012/2013
| Klub                    | Siedziba      | Stadion           | Pojemność | Założony |
| ----------------------- | ------------- | ----------------- | --------- | -------- |
| Ards                    | Bangor        | Clandeboye Park   | 2,850     | 1900     |
| Bangor                  | Bangor        | Clandeboye Park   | 2,850     | 1918     |
| Carrick Rangers         | Carrickfergus | Taylors Avenue    | 6,000     | 1939     |
| Coagh United            | Coagh         | Hagan Park        | ?         | 1970     |
| Dergview                | Castlederg    | Darragh Park      | ?         | 1980     |
| Dundela                 | Belfast       | Wilgar Park       | 2,500     | 1895     |
| Harland & Wolff Welders | Belfast       | Tillysburn Park   | 3,000     | 1965     |
| Institute               | Derry         | Riverside Stadium | 3,000     | 1905     |
| Larne                   | Larne         | Inver Park        | ?         | 1889     |
| Limavady United         | Limavady      | The Showgrounds   | 1,500     | 1884     |
| Loughgall               | Loughgall     | Lakeview Park     | 3,000     | 1967     |
| Tobermore United        | Tobermore     | Fortwilliam Park  | 1,500     | 1965     |
| Warrenpoint Town        | Warrenpoint   | Milltown          | ?         | 1987     |

| Klub                       | Siedziba     | Stadion                 | Pojemność | Założony |
| -------------------------- | ------------ | ----------------------- | --------- | -------- |
| Annagh United              | Portadown    | Tandragee Road          | 1,250     | 1963     |
| Armagh City                | Armagh       | Holm Park               | 3,000     | 1964     |
| Ballyclare Comrades        | Ballyclare   | Dixon Park              | 5,333     | 1919     |
| Ballymoney United          | Ballymoney   | Riada Stadium           | 1,000     | 1944     |
| Banbridge Town             | Banbridge    | Crystal Park            | 1,500     | 1947     |
| Chimney Corner             | Antrim       | Allen Park              | 2,000     | 1952     |
| Glebe Rangers              | Ballymoney   | Riada Stadium           | 1,000     | 1989     |
| Killymoon Rangers          | Cookstown    | Mid Ulster Sports Arena | 500       | 1971     |
| Knockbreda                 | Belfast      | Upper Braniel           | ?         | 1948     |
| Lurgan Celtic              | Lurgan       | Knockrammer Park        | 1,000     | 1903     |
| Moyola Park                | Castledawson | Mill Meadow             | 200       | 1880     |
| Portstewart                | Portstewart  | Seahaven                | ?         | 1968     |
| PSNI                       | Belfast      | Newforge Lane           | 478       | 1928     |
| Queen's University Belfast | Belfast      | The Dub                 | ?         | 1908     |
| Sport & Leisure Swifts     | Belfast      | Glen Road Heights       | ?         | 1978     |
| Wakehurst                  | Ballymena    | Mill Meadow             | ?         | 1969     |

## Zwycięzcy rozgrywek
- 1951/1952: Linfield Swifts
- 1952/1953: Linfield Swifts
- 1953/1954: Cliftonville Olympic
- 1954/1955: Larne
- 1955/1956: Banbridge Town
- 1956/1957: Larne
- 1957/1958: Ards II
- 1958/1959: Glentoran II
- 1959/1960: Newry Town
- 1960/1961: Ballyclare Comrades
- 1961/1962: Carrick Rangers
- 1962/1963: Ballyclare Comrades
- 1963/1964: Larne
- 1964/1965: Larne
- 1965/1966: Larne
- 1966/1967: Larne
- 1967/1968: Dundela
- 1968/1969: Larne
- 1969/1970: Larne
- 1970/1971: Larne
- 1971/1972: Larne
- 1972/1973: Carrick Rangers
- 1973/1974: Ballyclare Comrades
- 1974/1975: Carrick Rangers
- 1975/1976: Linfield Swifts
- 1976/1977: Carrick Rangers/Dundela
- 1977/1978: Ballyclare Comrades
- 1978/1979: Carrick Rangers
- 1979/1980: Ballyclare Comrades
- 1980/1981: Newry Town
- 1981/1982: Dundela
- 1982/1983: Carrick Rangers
- 1983/1984: Limavady United
- 1984/1985: Chimney Corner
- 1985/1986: Dundela
- 1986/1987: RUC
- 1987/1988: Dundela
- 1988/1989: Ballyclare Comrades
- 1989/1990: Dundela
- 1990/1991: Dundela
- 1991/1992: Dundela
- 1992/1993: Limavady United
- 1993/1994: Dundela
- 1994/1995: Loughgall
- 1995/1996: Loughgall
- 1996/1997: Loughgall
- 1997/1998: Loughgall
- 1998/1999: Chimney Corner
- 1999/2000: Dundela
- 2000/2001: Dundela
- 2001/2002: Moyola Park
- 2002/2003: Ballinamallard United
- 2003/2004: Loughgall
- 2004/2005: Armagh City
- 2005/2006: Crusaders
- 2006/2007: Institute
- 2007/2008: Loughgall
- 2008/2009: Portadown
- 2009/2010: Loughgall
- 2010/2011: Carrick Rangers
- 2011/2012: Ballinamallard United